# Wojciech Wierzejski
Wojciech Wierzejski (ur. 6 września 1976 w Białej Podlaskiej) – polski polityk, publicysta i nauczyciel akademicki, poseł do Parlamentu Europejskiego w latach 2004–2005, poseł na Sejm V kadencji (2005–2007), w 2009 pełniący obowiązki prezesa Ligi Polskich Rodzin.

## Życiorys

### Wykształcenie i działalność zawodowa

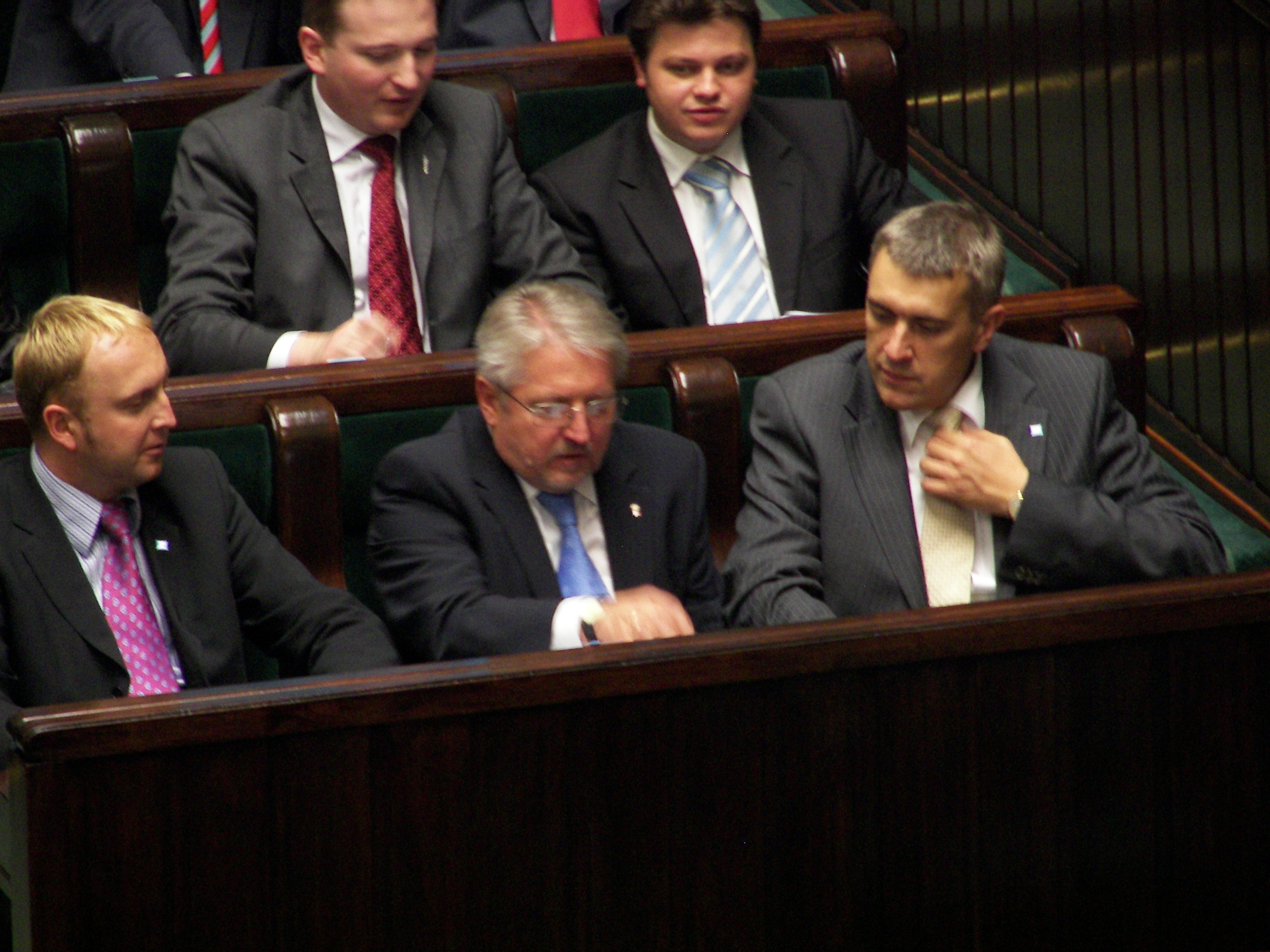
Wojciech Wierzejski, Mirosław Orzechowski i Roman Giertych w Sejmie RP V kadencji (7 września 2007)

Uczęszczał do I Liceum Ogólnokształcącego w Białej Podlaskiej. Ukończył studia z zakresu filozofii na Uniwersytecie Warszawskim. Studiował także ekonomię w SGH w Warszawie oraz prawo na UAM, ale żadnego z tych kierunków nie ukończył. Później ukończył studia podyplomowe z rolnictwa w Szkole Głównej Gospodarstwa Wiejskiego i studia z nauk o polityce w Collegium Civitas. W 2012 na podstawie napisanej pod kierunkiem Zbigniewa Stawrowskiego rozprawy pt. Etyka w polityce. Neoarystotelizm Alasdaira MacIntyre’a jako odpowiedź na kryzys postoświeceniowej filozofii moralnej i politycznej uzyskał stopień doktora nauk społecznych w Instytucie Studiów Politycznych Polskiej Akademii Nauk.
W 2001 był zastępcą, a następnie redaktorem naczelnym „Myśli Polskiej”. W latach 2008–2009 był redaktorem naczelnym kwartalnika „Polityka Narodowa”. Jest autorem m.in. książek Zamach na cywilizację oraz Naród, młodzież, idea.
Został nauczycielem akademickim na Uniwersytecie Kardynała Stefana Wyszyńskiego w Warszawie oraz prezesem zarządu Fundacji Centrum Rozwoju Społecznego i Obywatelskiego.

### Działalność polityczna
W 1993 wstąpił do Młodzieży Wszechpolskiej, w latach 1995–1997 był sekretarzem, a od 1999 do 2000 prezesem rady naczelnej tej organizacji.
Działał w Stronnictwie Narodowym, w okresie 1996–2001 zasiadał w jego zarządzie głównym. W 2001 został członkiem Stronnictwa Narodowo-Demokratycznego i powstałej z jego przekształcenia Ligi Polskich Rodzin, zajmował kierownicze stanowiska we władzach tej partii. W wyborach parlamentarnych w 2001 bez powodzenia kandydował do Sejmu z listy LPR w okręgu kieleckim (otrzymał 5259 głosów). Od 2002 do 2004 był radnym sejmiku i wicemarszałkiem województwa mazowieckiego. W 2004, otrzymawszy 46 198 głosów, został wybrany z warszawskiej listy LPR na posła do Parlamentu Europejskiego, w którym zasiadał w Komisji Konstytucyjnej oraz był zastępcą członka Komisji Edukacji i Kultury.
W 2005 uzyskał mandat posła na Sejm V kadencji w okręgu chełmskim, w związku z czym przestał być eurodeputowanym. W wyborach samorządowych w 2006 kandydował na urząd prezydenta Warszawy. W pierwszej turze wyborów uzyskał poparcie 0,34% wyborców (1468 głosów), zajmując 7. miejsce spośród dziesięciu kandydatów.
W trakcie sprawowania mandatu radnego, eurodeputowanego i posła krytycznie wypowiadał się o osobach orientacji homoseksualnej i działalności organizacji LGBT. W 2004 „ze względów higienicznych” odmówił podania ręki organizatorom Parady Równości. Jego działania i wypowiedzi były krytykowane, m.in. przez polskie oddziały Amnesty International i Human Rights Watch, które oceniały je jako nawołujące do łamania praw człowieka.
W przedterminowych wyborach parlamentarnych w 2007 bez powodzenia kandydował do Sejmu. 6 marca 2009 przejął obowiązki prezesa Ligi Polskich Rodzin, po rezygnacji Mirosława Orzechowskiego. 19 kwietnia tego samego roku zrezygnował z zasiadania w zarządzie partii, pozostał w radzie politycznej LPR (do 2021). Był w 2009 kandydatem KW Libertas w wyborach do Parlamentu Europejskiego; ugrupowanie to nie przekroczyło progu wyborczego. Wojciech Wierzejski, startując z pierwszego miejsca z okręgu wyborczego Kraków, otrzymał 3772 głosy. W późniejszych latach krytykował dalsze działania Młodzieży Wszechpolskiej, zarzucając jej tendencje nacjonalistyczne.

## Odznaczenia
- Odznaka Honorowa Meritis pro Familia (2022)[15]